# Rolando di Sutri
Rolando (fl. XI secolo) è stato vescovo di Sutri, storicamente documentato nel 1059.

## Biografia
Non si conosce nulla della vita e dell'operato del vescovo Rolando, noto solamente per la sua partecipazione al concilio di Roma indetto da papa Niccolò II tra aprile e maggio 1059 e celebrato nella basilica di San Giovanni in Laterano.
Tra le decisioni più importanti prese durante questo concilio, ci fu la pubblicazione, il 13 aprile, della bolla In nomine Domini, con la quale fu regolata l'elezione papale, affidata unicamente ai cardinali, cui seguiva l'acclamazione da parte del clero e del popolo di Roma. Tra gli 89 vescovi che sottoscrissero la bolla, si trova al 24º posto Rolandus Sutriensis episcopus tra Giovanni di Tivoli e Airardo, già vescovo di Nantes, abate-vescovo di San Paolo fuori le Mura.